# Поселянівка
Поселя́нівка — село в Україні, в Олександрівській селищній громаді Кропивницького району Кіровоградської області. Населення становить 490 осіб.

## Населення
Згідно з переписом УРСР 1989 року чисельність наявного населення села становила 638 осіб, з яких 286 чоловіків та 352 жінки.
За переписом населення України 2001 року в селі мешкало 490 осіб.

### Мова
Розподіл населення за рідною мовою за даними перепису 2001 року:
| Мова       | Відсоток |
| ---------- | -------- |
| українська | 98,78 %  |
| російська  | 0,82 %   |
| інші       | 0,40 %   |